# 曼特爾幽浮事件
曼特爾幽浮事件（英語：Mantell UFO incident）是早期最廣為人知的不明飞行物事件之一。1948年1月7日，美國空軍上尉湯瑪斯·曼特爾（英語：Thomas Francis Mantell Jr.）疑似於追蹤不明飛行物體途中，駕駛P-51戰鬥機於肯塔基州富兰克林墜毀。

## 事件過程

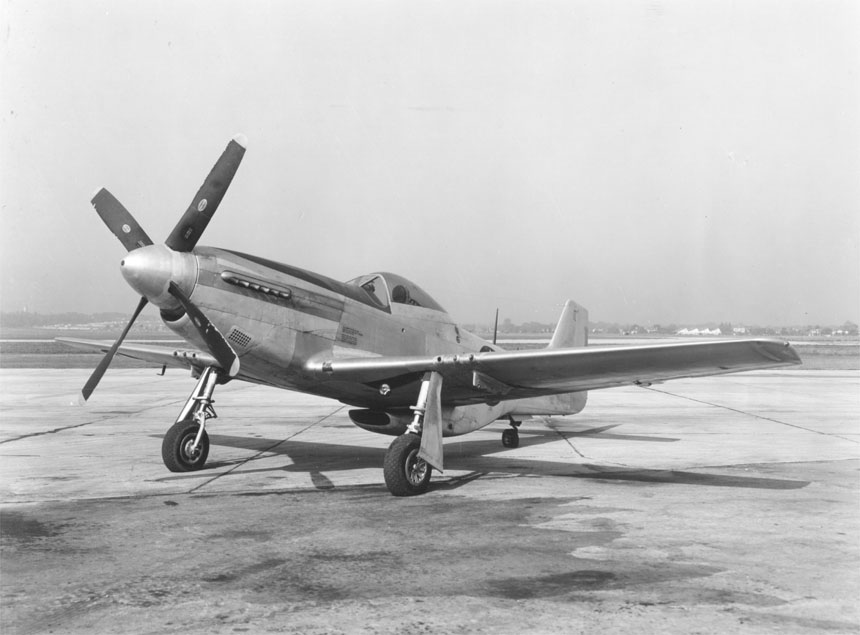
曼特爾駕駛的P-51

曼特爾是一名經驗老道的駕駛員，他有著2167小時的飛行時數，也曾在第二次世界大战的空戰中獲得肯定。
1948年1月7日，肯塔基州諾克斯堡的高曼空軍基地（Godman Army Airfield）收到肯塔基州公路巡警的報案，說梅斯維爾（Madisonville）附近出現一個不尋常的空中物體。該物體直徑為250英尺（76米）到300英尺（91米）之間，肯塔基州歐文斯伯勒和歐文頓都有人目擊。
下午1:45左右，昆廷·布萊克威爾在諾克斯堡的控制塔看到一個物體。另外兩名證人也目擊一個白色物體。基地指揮官蓋伊·希克斯上校形容該物體為「很白，大小約滿月的四分之一...」。通過望遠鏡觀察後，它似乎有紅色的外觀，保持靜止一個半小時。俄亥俄州克林頓縣陸軍航空領域的觀察員觀察該物體35分鐘左右，描述該物體：中心火紅，尾部散出綠色霧氣。另一位俄亥俄州觀察員指出：該物體非常靠近地面，保持約10秒鐘，然後以非常快的速度攀升到海拔10000英尺，朝向120度消失，它的速度大於每小時500英里。
肯塔基州空軍國民警衛隊第165戰鬥機中隊正在進行4架P-51野馬飛行訓練，指揮官曼特爾上尉被告知要接近該天體。布萊克韋爾與飛行員之間互相以無線電通信。其中一個飛行員因燃料不足，很快就放棄了追逐該物體。美國空軍上尉愛德華指出，空中交通管制員有一些意見分歧，包括曼特爾與塔台溝通的言論。一些消息來源報導，曼特爾曾描述了它“看上去是金屬物體，十分巨大”。但是，根據愛德華·魯佩爾特不明飛行物的報告，曼特爾的說法和其他人的不一致。
其他兩名飛行員與曼特爾上尉追逐該物體。後來，他們報告說，他們看到了一個物體，但因為很小，他們不能識別它。
阿爾伯特·克萊蒙斯中尉和哈蒙德中尉在22,500英尺（6,900米）停止追逐該物體。但是曼特爾上尉繼續攀升。據美國空軍資料，一旦曼特爾上尉通過25,000英尺（7,600米），他因缺乏氧氣而昏迷，飛機開始朝地面墜毀。目擊者看到他的飛機在空中做了一個迴旋，然後墜毀在肯塔基州富蘭克林南部田野。

## 外界討論
這個事件引起廣泛討論。許多謠言油然而生，比如曼特爾的戰機是被蘇聯的飛彈打下的、被（外星人的）太空船擊落的、曼特爾的身上全是彈孔、曼特爾的屍體消失無蹤、飛機殘骸有特別的放射線與磁力反應等。然而，這些都只是謠言。

## 外部連結
- UFO Casebook: The Death of Thomas Mantell (includes official documents) （页面存档备份，存于）
- 1948, The Death of Thomas Mantell, UFO Casebook Files （页面存档备份，存于）
- 1948-Death of Thomas Mantell:By Billy Booth, About.com